# Seraïdi
Seraïdi es un municipio (baladiyah) de la provincia o valiato de Annaba en Argelia. En abril de 2008 tenía una población censada de 7626 habitantes.
Se encuentra ubicado al noreste del país, junto a la costa del mar Mediterráneo, la frontera con Túnez y cerca del río Seibús.